# Atenodoro de Tarso
Atenodoro de Tarso ou Atenodoro Cananita (em grego: , ca. 74 a.C. – 7) foi um filósofo estoico. Nasceu em Canana, perto de Tarso (no que é hoje a Turquia).[carece de fontes?] O seu pai foi Sandon. Foi aluno de Posidónio de Rodes, e professor de Otaviano (futuro Augusto) em Apolónia.
Em 44 a.C., seguiu Otaviano até Roma e continuou a ser seu mentor. Mais tarde regressou a Tarso, onde foi importante na expulsão do governo de Beto e a escrever uma nova constituição para a cidade, resultando numa oligarquia pró-romana.
Plínio,  o Jovem nos diz que ele alugou uma casa assombrada em Atenas. Atenodoro terá estranhado o preço oferecido, muito barato para o tamanho. Quando se encontrava a escrever um livro, de noite, diz-se que lhe terá aparecido um fantasma. O fantasma, com correntes, pediu a Atenodoro que o seguisse e levou-o até um pátio, onde desapareceu. O filósofo marcou o lugar e no dia seguinte, com a permissão dos magistrados da cidade, cavou a terra nesse local e encontrou um esqueleto de um velho acorrentado. Uma vez propriamente enterrado, diz-se que o fantasma não voltou a aparecer..
Estrabão, Cícero, e Eusébio de Cesareia apreciavam-no muito. As obras atribuídas a Atenodoro são:
- Uma obra contra as Categorias de Aristóteles (por vezes creditado a Atenodoro Cordílio).
- Uma história de Tarso.
- Uma obra dedicada a Octávia.[3]
- Uma obra intitulada Sobre o zelo e a juventude (περί σπουδη̃ς και παιδείας).
- Uma obra intitulada Discursos (περίπατοι).